# Stalagmit

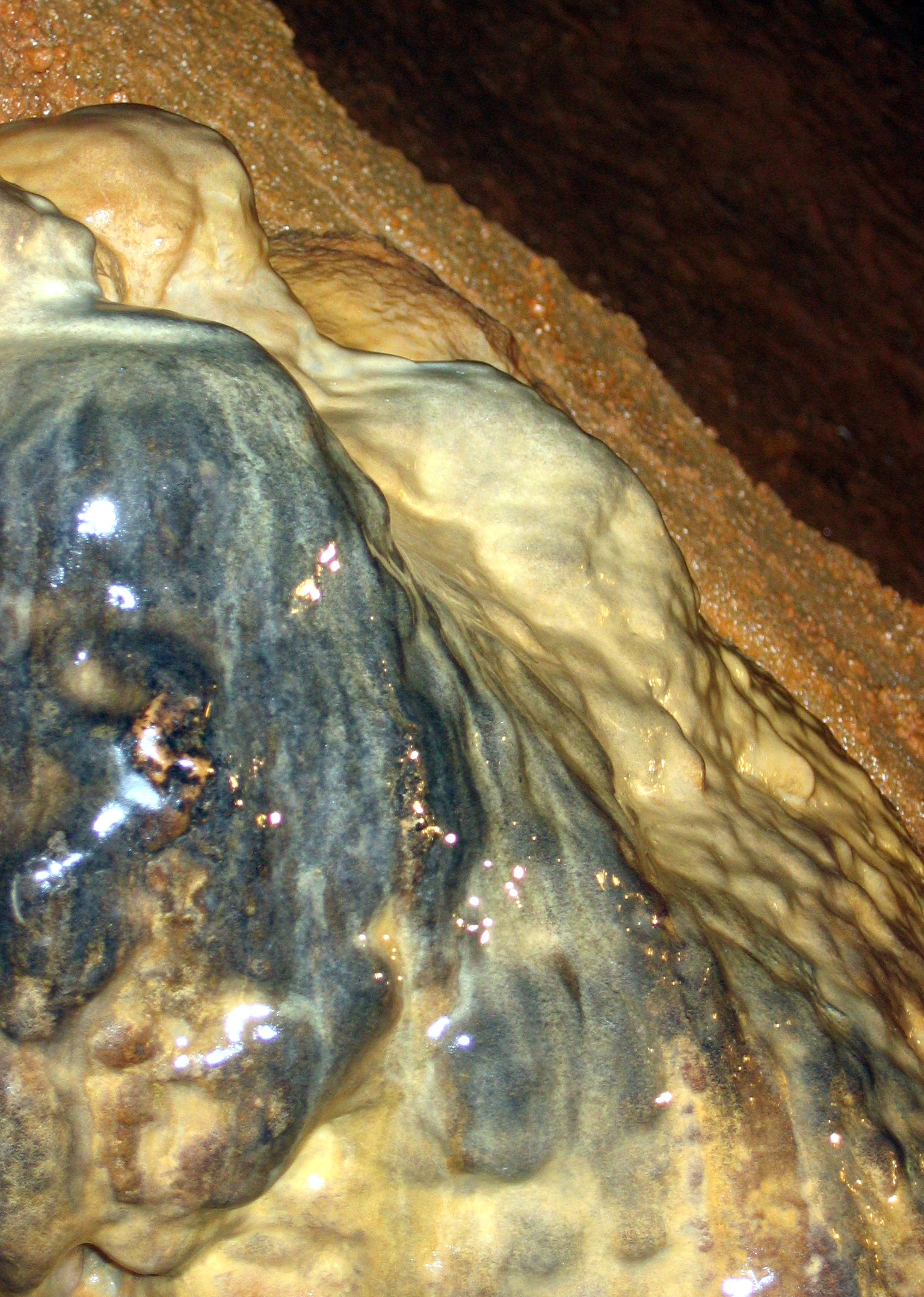
Počáteční stádium vznikajícího stalagmitu

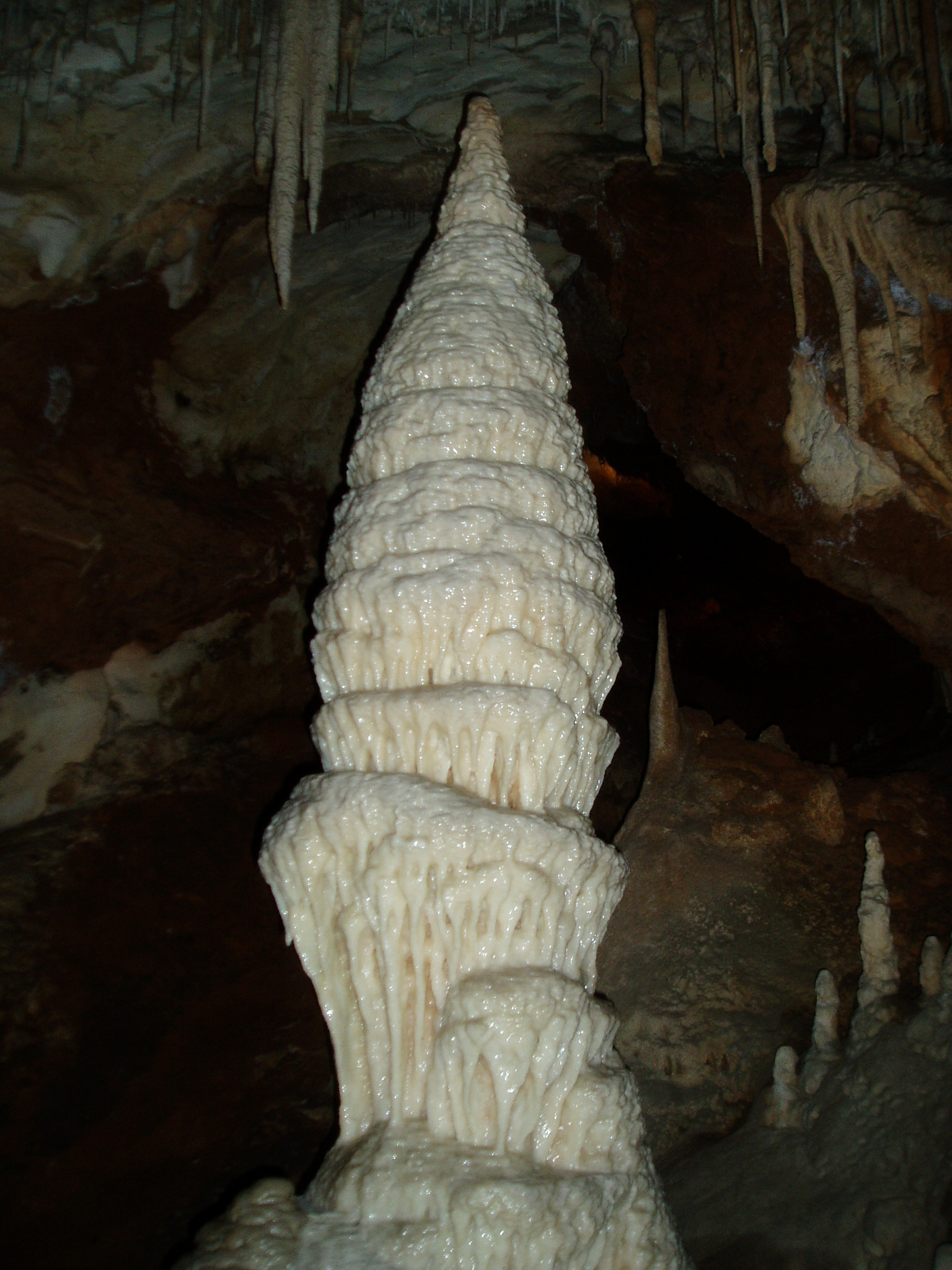
Vyvinutý stalagmit v jeskynním komplexu

Stalagmit (z řeckého slova stalagma – odkapávat) je druh krápníku. Jedná se o sekundární krasový jev, který vyrůstá od podlahy jeskyně případně na svrchních částech objektů, na které dopadají vodní roztoky obohacené o rozpuštěné minerální složky. Stalagmity se zpravidla nacházejí pod stalaktity.
Jeskynní útvar vzniká srážením rozpuštěného CaCO3 vlivem změny tlaku a teploty. Postupným odkapáváním vody ze stropu jeskyně vlivem gravitace na spodní části dochází ke srážení minerálních látek vody, která je stále dostatečně obohacena o minerální složku. Krápník pomalu začíná narůstat směrem odspodu, odshora vyrůstá stalaktit. Při dostatečně dlouhé době a stálosti podmínek dochází k jejich spojení a vzniku stalagnátu.
Při vzniku stalagmitu může docházet k některým zvláštnostem, které se projeví na tvaru vzniklého jeskynního tělesa. Při odkapávání vody se může projevovat dynamika atmosféry v jeskynním komplexu, která má za následek, že odkapávající voda nedopadá přesně pod vznikající stalaktit, ale její dráha je ovlivňována. Vznikající stalagmit se uklání po směru proudění vzduchu. Dalším případem je stalagmit, který vzniká za působení stojaté vody. Stalagmit nekrystalizuje jen ve směru kapající vody, ale kolem jeho tělesa dochází ke vzniku prstence. Jeho existence je neklamným důkazem o existenci proměnných podmínek v hladině podzemní vody.